# David Carstens
David Krynauw Enslin Carstens (Strand, 1 de septiembre de 1914 — Johannesburgo, 6 de agosto de 1955) fue un atleta y boxeador profesional sudafricano que obtuvo la medalla de oro en los Juegos Olímpicos de Los Ángeles 1932 por la categoría de peso mediopesado.

## Biografía
Con 18 años fue seleccionado para representar a su país en las Olimpiadas de 1932. Por pedido de Carstens, su familia contribuyó económicamente a solventar los costos de viaje de su compatriota Jennie Makaal; la talentosa nadadora solo contaba con su madre quien tuvo que hipotecar su casa para cubrir el pasaje de su hija a los Estados Unidos.
En Los Ángeles debutó en el torneo venciendo al alemán Hans Berger en los cuartos de final. Derrotó al favorito europeo, el danés Peter Jørgensen en semifinales y alcanzó la final donde triunfó ante el italiano Gino Rossi.
Se volvió profesional en 1932 para aprovechar el éxito de su victoria olímpica, sin embargo perdió un combate más de los que ganó, la mitad por KO's y se retiró en 1939. Su pelea más importante fue ante el campeón alemán Adolf Heuser, perdió por KO y tras el retiro se dedicó a ser cortador de diamantes como profesión.